# Louise Guthrie
Louise Guthrie (1879 - 1966 ) fue una botánica sudafricana, que realizó una extensa actuación como taxónoma en el Herbario Bolus de Ciudad del Cabo.

## Honores

### Epónimos
- (Aizoaceae) Mesembryanthemum guthrieae L.Bolus[2]
- (Aizoaceae) Oscularia guthrieae (L.Bolus) H.E.K.Hartmann[3]
- (Amaryllidaceae) Cyrtanthus guthrieae L.Bolus[4]
- (Proteaceae) Leucadendron guthrieae Salter[5]
- (Restionaceae) Thamnochortus guthrieae Pillans[6]

- La abreviatura «L.Guthrie» se emplea para indicar a Louise Guthrie como autoridad en la descripción y clasificación científica de los vegetales.[7]